# Protocalliphora bennetti
Protocalliphora bennetti är en tvåvingeart som beskrevs av Whitworth 2002. Protocalliphora bennetti ingår i släktet Protocalliphora och familjen spyflugor. Inga underarter finns listade i Catalogue of Life.